# 陈眕
陳眕（?—?），晉朝潁川許（今河南許昌長葛市古橋鄉陳故村）人。
出身颍川陈氏，陈准之子。金谷二十四友之一，是晉惠帝司马衷的亲信。太安三年（304），任左卫将军，與司徒王戎、東海王司馬越擁惠帝亲自北征，讨伐成都王司馬穎。在蕩陰之戰因輕敵而慘遭大敗，惠帝被俘至鄴城。陳眕敗退江東。晉懷帝永嘉五年（311）年初依附石勒，南渡江東投靠建康東晉，担任幽州刺史，都督幽州平州军事。有子陳逵。